# Días de verano
Días de verano fue un programa emitido por La 1 de Televisión Española durante la temporada estival de 2021. Presentado por Inés Paz, el programa sobre actualidad se emitió de lunes a viernes de 13:00h a 15:00h entre el 9 de agosto y el 10 de septiembre.